# Arlette Jouanna
Pour les articles homonymes, voir Jouanna.
Arlette Jouanna, née Galinat, née le 24 mars 1936 à Clermont-Ferrand et morte le 29 janvier 2022 à Toulouse, est une historienne française, professeure émérite d'histoire moderne à l’université Paul-Valéry-Montpellier. Elle est spécialiste de l'histoire politique et sociale du XVIe siècle en France, en particulier l'histoire de la noblesse et du protestantisme.

## Biographie
Arlette Jouanna est une élève de l'École normale supérieure de Sèvres (1956 L).
Elle est reçue à l'agrégation d'histoire et géographie en 1960 et poursuit ses études d'histoire à l'université Paris-Sorbonne. En 1975 elle soutient sa thèse d'État intitulée L'Idée de race en France au XVIe siècle et au début du XVIIe siècle, sous la direction de Roland Mousnier. Elle réalise sa carrière à l'université Paul-Valéry-Montpellier dont elle est professeure émérite.
Elle meurt le 29 janvier 2022 à Toulouse,,.

## Activités de recherche et éditoriales
Dans la version remaniée de sa thèse d'État, publiée sous l'intitulé Ordre social, mythes et hiérarchies dans la France du XVIe siècle, Arlette Jouanna montre combien l'accès à la noblesse est devenu rare, voire impossible, à partir des années 1520-1530 ou au-delà, selon les régions. Aussi, la hiérarchie sociale semble-t-elle s'inscrire dans un ordre naturel.
Arlette Jouanna étudie particulièrement le protestantisme du XVIe siècle, notamment le massacre de la Saint-Barthélemy en 1572, qui débute le 24 août, six jours après le mariage d'Henri de Navarre et de Marguerite de Valois, et se poursuit à Paris et dans le reste de la France. Elle recontextualise cet événement, entre 1570, année de la paix de Saint-Germain-en-Laye et l'édit de Beaulieu en 1576, et s'intéresse aux répercussions parmi les protestants, abjurations notamment, et aux écrits monarchomaques qui justifient le droit de résister à la tyrannie.

## Publications
- Ordre social : mythes et hiérarchies dans la France du XVIe siècle, Paris, Hachette, coll. « Le Temps et les hommes », 1977, 252 p. (ISBN 2-01-003328-0, présentation en ligne)Texte remanié de sa thèse soutenue devant l'université de Paris-Sorbonne le 7 juin 1975 sous le titre : L'Idée de race en France au XVIe siècle et au début du XVIIe siècle.
- Le Devoir de révolte : la noblesse française et la gestation de l'État moderne, 1559-1661, Paris, Fayard, coll. « Nouvelles études historiques », 1989, 504 p. (ISBN 2-213-02275-5, présentation en ligne), [présentation en ligne], [présentation en ligne].
- La France du XVIe siècle, 1483-1598, Paris, Presses universitaires de France, coll. « Premier Cycle », 1996, XVIII-688 p. (ISBN 2-13-047777-1, présentation en ligne). Réédition : La France du XVIe siècle, 1483-1598, Paris, Presses universitaires de France, coll. « Quadrige. Manuels », 2006, XVIII-690 p. (ISBN 2-13-055327-3).
- Arlette Jouanna, Jacqueline Boucher et Dominique Biloghi, Histoire et dictionnaire des guerres de religions, Paris, Éditions Robert Laffont, 1998, 1 526 p. (ISBN 2-221-07425-4, BNF 36997195). [présentation en ligne]
- La France de la Renaissance, Perrin, coll. « Tempus », 2001  (ISBN 978-2262030148).
- La Saint-Barthélemy : les mystères d'un crime d'État, 24 août 1572, Paris, Gallimard, coll. « Les journées qui ont fait la France », 2007, 407 p. (ISBN 978-2-07-077102-8, présentation en ligne).
  - [compte rendu en ligne], [compte rendu en ligne (en anglais)], [compte rendu en ligne (en anglais)], [compte rendu en ligne (en anglais)], [compte rendu en ligne (en anglais)], [compte rendu en ligne (en anglais)], [compte rendu en ligne (en anglais)], [réponse d'auteur d'Arlette Jouanna].
- Le Pouvoir absolu : naissance de l'imaginaire politique de la royauté, Paris, Gallimard, coll. « L'Esprit de la cité », 2013, 436 p. (ISBN 978-2-07-012047-5, présentation en ligne), [présentation en ligne], [présentation en ligne].
- Le Prince absolu : apogée et déclin de l'imaginaire monarchique, Paris, Gallimard, coll. « L'Esprit de la cité », 2014, 333 p. (ISBN 978-2-07-014713-7, présentation en ligne), [présentation en ligne]
- Montaigne, Paris, Gallimard, coll. « Biographies NRF », 2017, 459 p. (ISBN 978-2-07-014706-9, présentation en ligne).
- Le Sang des princes : les ambiguïtés de la légitimité monarchique, Paris, Gallimard, coll. « L'Esprit de la cité », 2022, 368 p. (ISBN 978-2-07-274516-4, présentation en ligne).

## Distinctions

### Prix
- En 2008, elle a remporté le prix François Guizot pour son livre La Saint-Barthélemy. Les Mystères d'un crime d'État (Paris, Gallimard, 2007), décerné par le Conseil général du Calvados[10].
- En 2013, elle a reçu le prix Chateaubriand pour son livre Le Pouvoir absolu : Naissance de l'imaginaire politique de la royauté[11],[12].
- En 2014, elle a obtenu le J. Russell Major Prize, un prix annuel donné à un historien de l'American Historical Association, pour son livre traduit The St Bartholomew’s Day Massacre: The Mysteries of a Crime of State[13]. Le prix est décerné chaque année pour le meilleur ouvrage en anglais sur tout aspect de l'histoire de France.
- En 2018, le jury du prix Montaigne de Bordeaux lui décerne un prix spécial pour sa biographie de Michel de Montaigne, Montaigne (Paris, Éditions Gallimard, 2017)[14].

### Décoration
- Chevalier de la Légion d'honneur (2020)[15].